# ان‌جی‌سی ۳۵۷
ان‌جی‌سی ۳۵۷ (انگلیسی: NGC 357) یک کهکشان عدسی شکل یا مارپیچی میله‌ای در صورت فلکی نهنگ است. این کهکشان در ۱۰ سپتامبر ۱۷۸۵ توسط ویلیام هرشل کشف شد.